# Сантел (Тренто)
Сантел је насеље у Италији у округу Тренто, региону Трентино-Јужни Тирол.
Према процени из 2011. у насељу је живело 10 становника. Насеље се налази на надморској висини од 1013 м.